# Houthuizen
Houthuizen is een buurtschap van Lottum in de Nederlandse provincie Limburg, gelegen op 2 km ten zuiden van deze plaats, aan de weg naar Grubbenvorst. Houthuizen ligt aan de rechteroever van de Maas, op een hoogte van ongeveer 20 meter.
Nabij Houthuizen ligt een terrein waarop zich acht grafheuvels uit de ijzertijd bevinden. Dit terrein is geklasseerd als rijksmonument, en wel als archeologisch monument. Ook bevindt zich hier, aan Houthuizerweg 15, de Heilige-Familiekapel (ook: Houthuizerkapelleke genaamd), gebouwd in 1947.
Het Pieterpad loopt door Houthuizen. Ook de Molenbeek loopt door Houthuizen om enkele honderden meter verder in de Maas uit te monden. Ten westen van Houthuizen ligt de Houthuizerheide, tegenwoordig voornamelijk beplant met naaldbos, en daarnaast een landbouwontginning. Verder is er het natuurgebied Kaldenbroek.
De Houthuizer Molen is een windmolen nabij Houthuizen.
Dorpen: America · Broekhuizen · Broekhuizenvorst · Evertsoord · Griendtsveen · Grubbenvorst · Hegelsom · Horst · Kronenberg · Lottum · Meerlo · Melderslo · Meterik · Sevenum · Swolgen · Tienray

Buurtschappen: Broek (Horst) · Broek (Sevenum) · Broekeind · Californië · Eikelenbosch · Elshout · Genenberg · Gun · Hazenhorst · De Hees · De Heide · Hei-Oostenrijk · Homberg · Houthuizen · Keuter · Legert · Lovendaal · Megelsum · Most · Ooijen · Osterbos · Raaiend · Schadijk · Steeg · De Steegh · Stokt · Tongerlo · Ulfterhoek · Veld-Oostenrijk · Vinkepas · De Vorst · Wielder · Zeelberg · Zwaanenheike · Zwarte Plak

Limburg: Steden en dorpen      Nederland: Provincies · Gemeenten